# FIDE世界ランキング
FIDE世界ランキングとは、国際チェス連盟 (FIDE)が毎月発表しているチェスのレーティングの世界ランキングである。

## 概要
国際チェス連盟は、レーティングを用いてチェスプレイヤーの強さを数値化している。
最初の世界ランキングが発表されたのは1971年7月であり当時は年1回の発表であったが、現在では月に1度の頻度で発表されている。Players(全プレイヤー)、Women(女性)、Juniors(20歳以下)、Girls(20歳以下女性)の4つの区分においてそれぞれトップ100のレーティングが発表される。また、前記4区分はさらに持ち時間別ごとに、標準（standard）、早指し（rapid）、超早指し（blitz）の3部門でリストが発表される。現在までに7人が世界ランク1位になっているがすべて男性であり、女性ではユディット・ポルガーの8位が最高位である。
また、国際チェス連盟は各国ごとのトップ10選手のレーティングの平均値を用いて、全プレイヤーと女性双方の国別ランキングも発表している。

## 現在の世界ランキング
| 順位 | プレイヤー                     | Rating |
| ---- | ------------------------------ | ------ |
| 1    | マグヌス・カールセン           | 2856   |
| 2    | アリレザ・フィルージャ         | 2804   |
| 3    | Ding Liren                     | 2799   |
| 4    | Fabiano Caruana                | 2792   |
| 5    | Ian Nepomniachtchi             | 2782   |
| 6    | レヴォン・アロニアン           | 2772   |
| 7    | Anish Giri                     | 2772   |
| 8    | Wesley So                      | 2772   |
| 9    | Shakhriyar Mamedyarov          | 2767   |
| 10   | アレクサンドル・グリシチューク | 2764   |

2021年12月現在。

## 歴代世界ランキング1位
|   | プレイヤー                   | 到達年月   | 期間(月数) | 最高Rating |
| - | ---------------------------- | ---------- | ---------- | ---------- |
| 1 | ボビー・フィッシャー         | 1971年07月 | 54         | 2785       |
| 2 | アナトリー・カルポフ         | 1976年01月 | 102        | 2780       |
| 3 | / ガルリ・カスパロフ         | 1984年01月 | 255        | 2851       |
| 4 | ウラジーミル・クラムニク     | 1996年01月 | 9          | 2811       |
| 5 | ベセリン・トパロフ           | 2006年04月 | 27         | 2813       |
| 6 | ヴィスワナータン・アーナンド | 2007年04月 | 21         | 2817       |
| 7 | マグヌス・カールセン         | 2010年01月 | 137        | 2882       |

2021年12月現在。

## 最高レーティング歴代記録
|    | プレイヤー                   | 最高Rating | 到達年月   |
| -- | ---------------------------- | ---------- | ---------- |
| 1  | マグヌス・カールセン         | 2882       | 2014年05月 |
| 2  | ガルリ・カスパロフ           | 2851       | 1999年07月 |
| 3  | Fabiano Caruana              | 2844       | 2014年10月 |
| 4  | レヴォン・アロニアン         | 2830       | 2014年03月 |
| 5  | Wesley So                    | 2822       | 2017年02月 |
| 6  | Shakhriyar Mamedyarov        | 2820       | 2018年09月 |
| 7  | Maxime Vachier-Lagrave       | 2819       | 2016年08月 |
| 8  | ヴィスワナータン・アーナンド | 2817       | 2011年03月 |
| 8  | ウラジーミル・クラムニク     | 2817       | 2016年10月 |
| 10 | ベセリン・トパロフ           | 2816       | 2015年07月 |
| 10 | ヒカル・ナカムラ             | 2816       | 2015年10月 |
| 10 | Ding Liren                   | 2816       | 2018年11月 |

2021年12月現在。